# Ворона Маре (Ботошани)
Ворона Маре (рум. Vorona Mare) насеље је у Румунији у округу Ботошани у општини Ворона. Oпштина се налази на надморској висини од 278 m.

## Становништво
Према подацима из 2002. године у насељу је живело 717 становника, од којих су сви румунске националности.